# دیدیه تولوت
دیدیه تولوت (انگلیسی: Didier Tholot؛ زادهٔ ۲ آوریل ۱۹۶۴) بازیکن فوتبال اهل فرانسه است.
از باشگاه‌هایی که در آن بازی کرده‌است می‌توان به باشگاه فوتبال بازل، باشگاه فوتبال سیون، باشگاه فوتبال سن-اتین، باشگاه فوتبال استاد رنس، باشگاه فوتبال بوردو، باشگاه ورزشی یانگ بویز برن، و باشگاه فوتبال والسال اشاره کرد.